# Agnieszka Chylińska
Agnieszka Barbara Chylińska, född 1976 i Gdańsk, är en polsk sångerska. Hon var sångerska i bandet O.N.A. mellan 1994 och 2003. Hon startade sedan sitt eget band, Chylińska, som var aktivt mellan 2003 och 2006. År 2009 påbörjade hon sin solokarriär. Hon är domare i TV-programmet Mam talent!, den polska versionen av Talang, och har varit det i alla fyra säsonger som visats hittills sedan 2008.

## Karriär
O.N.A. bildades 1994 och bestod av Grzegorz Skawiński (gitarr), Waldemar Tkaczyk (bas), Zbigniew Kraszewski (trummor), Wojciech Horny (keyboard) och Agnieszka Chylińska (sång). Skawiński var bandets ledare och han komponerade musiken medan Chylińska skrev texterna. Bandet släppte 5 studioalbum och 16 singlar innan det upphörde år 2003. Deras sista album var ett samlingsalbum som bestod av två CD-skivor.
Chylińska bildades 2003 efter att O.N.A. splittrats. Bandmedlemmarna var, förutom Chylińska själv, Dariusz Osiński, Zbigniew Kraszewski, Wojciech Horny och Krzysztof Misiak. Bandet släppte ett studioalbum med titeln Winna och tre singlar innan Kraszewski, Horny och Misiak lämnade det den 9 mars 2006.
Chylińska släppte sin debut-solosingel "Nie mogę Cię zapomnieć" den 1 oktober 2009 och sitt debut-soloalbum Modern Rocking den 23 oktober samma år. Ytterligare tre singlar från albumet släpptes under 2010.

## Diskografi

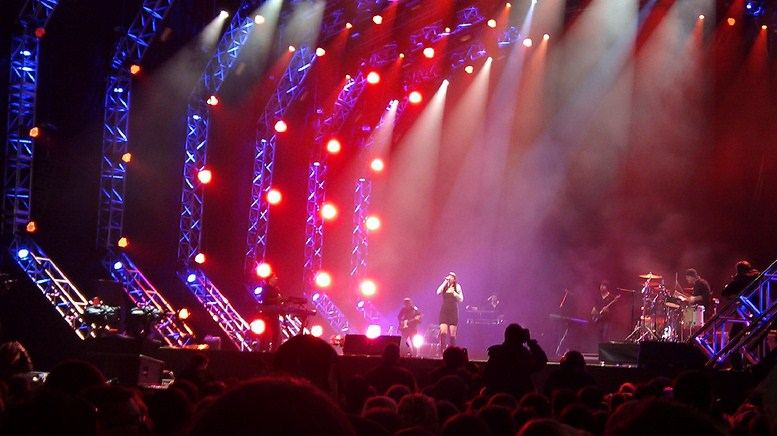
Agnieszka Chylińska framträder på en festival i Warszawa år 2010.

### O.N.A.
- 1995 - Modlishka (Studioalbum)
- 1996 - Bzzzzz (Studioalbum)
- 1998 - T.R.I.P. (Studioalbum)
- 1999 - Pieprz (Studioalbum)
- 2001 - Mrok (Studioalbum)
- 2003 - To naprawdę już koniec 1995-2003 (Samlingsalbum)

### Chylińska, album
| År   | Information                  |
| ---- | ---------------------------- |
| 2004 | Winna - Släppt: 22 mars 2004 |

### Chylińska, singlar
| År   | Singel     |
| ---- | ---------- |
| 2004 | "Winna"    |
| 2004 | "Niczyja"  |
| 2004 | "Zmysłowa" |

### Soloalbum
| År   | Information                               |
| ---- | ----------------------------------------- |
| 2009 | Modern Rocking - Släppt: 23 oktober 2009  |
| 2016 | Forever Child - Släppt: 30 september 2016 |
| 2018 | Pink Punk - Släppt: 26 oktober 2018       |

### Solosinglar
| År   | Singel                                                 |
| ---- | ------------------------------------------------------ |
| 2009 | "Nie mogę Cię zapomnieć"                               |
| 2010 | "Zima"                                                 |
| 2010 | "Wybaczam Ci"                                          |
| 2010 | "Niebo"                                                |
| 2014 | "Kiedy przyjdziesz do mnie"                            |
| 2015 | "Against All Odds (Take a Look at Me Now)" (med LemON) |
| 2016 | "Królowa łez"                                          |
| 2017 | "KCACNL"                                               |
| 2018 | "Mam zły dzień"                                        |
| 2019 | "Schiza"                                               |